# Bellator 71
Bellator LXXI foi um evento de artes marciais mistas organizado pelo Bellator Fighting Championships, ocorrido no dia 22 de junho de 2012 no Mountaineer Casino, Racetrack and Resort em Chester, West Virginia. O card fez parte da Temporada de Verão anual do Bellator e contou com o Torneio de Meio Pesados da Temporada de Verão. O evento foi transmitido ao vivo na Epix e online no site SpikeTV.com.

## Background
A luta preliminar entre E.J. Brooks e Joey Holt foi originalmente anunciada pela promoção. Porém, a luta não se materializou.
Richard Hale era esperado para enfrentar Beau Tribolet nas Quartas de Finais do Torneio, mas não foi liberado para lutar então Tim Carpenter (que era esperado para enfrentar John Hawk) o substitui no último minuto.